# Восек (Песниця)
Восек (словен. Vosek) — поселення в общині Песниця, Подравський регіон‎, Словенія.